# Ascanio in Alba
Ascanio in Alba, K. 111 (tiếng Việt: Ascanio ở Alba) là vở opera 2 màn của nhà soạn nhạc người Áo Wolfgang Amadeus Mozart. Tác phẩm được viết lời tiếng Ý bởi Giuseppe Parini. Tác phẩm được viết theo sự yêu cầu của Nữ hoàng Maria Theresa. Tác phẩm được trình diễn lần đầu tiên vào ngày 17 tháng 10 năm 1772 tại Teatro Ducale, Milan, Ý.